# El realista proscrito, 1651
El realista proscrito, 1651 (1852-1853) es una pintura de John Everett Millais que representa a una joven puritana que protege a un realista huido después de la batalla de Worcester en 1651, la derrota decisiva de Carlos II por Oliver Cromwell. El monárquico se esconde en un árbol hueco, una referencia a un famoso incidente en el que el propio Carlos se escondió en un árbol así para escapar de sus perseguidores. Millais también fue influenciado por la ópera Los puritanos de Vincenzo Bellini de 1835.
Su amigo y colega pintor, Arthur Hughes, sirvió de modelo para el joven realista, que al tiempo que recoge los víveres besa agradecido la mano que los ofrece.
Millais pintó el cuadro en Hayes, Kent, a partir de un viejo roble local que desde entonces se conoció como el roble Millais.